# Plougonver
Plougonver é uma comuna francesa na região administrativa da Bretanha, no departamento Côtes-d'Armor. Estende-se por uma área de 36,17 km². Em 2010 a comuna tinha 744 habitantes (densidade: 20,6 hab./km²).